# Marie Jean Benoit Beaupoil de Saint-Aulaire
Pour les articles homonymes, voir Saint-Aulaire.
Marie Jean Benoit Beaupoil de Saint-Aulaire, né le 2 mai 1749 à Malicorne (Sarthe), mort le 14 février 1829 à Paris, est un militaire français de la Révolution et de l’Empire.

## États de service
Il entre en service le 4 mai 1766, comme soldat au régiment de La Marine, et il devient successivement caporal, sergent et sous-lieutenant le 23 février 1769, puis il obtient son congé le 3 novembre 1769. En 1770, il sert en Turquie avec le grade de lieutenant, puis en 1771, il reprend du service en Pologne, où il devient capitaine de la légion de Potocki, et il est réformé à la paix le 18 mai 1772.
De retour en France, il décide de partir à l’aventure en Amérique, où il est nommé capitaine d’une compagnie franche au mois d’août 1775. Les services qu’il rend pendant cette campagne, l’énergie et le courage dont il fait preuve dans toutes les circonstances, fixent sur lui l’attention du gouvernement français, qui lui accorde le 28 novembre 1776, le brevet de colonel pour servir dans les colonies. Mais il refuse cette faveur, et le 1er décembre suivant, il quitte le service et retourne dans ses foyers.
Le 5 mai 1790, il reprend du service comme simple grenadier dans la garde nationale, et le 28 juillet 1792, il passe capitaine dans la légion de Kellermann. Le 7 novembre suivant, il est nommé chef d’escadron de Tartares. Il sert avec distinction dans les campagnes de la Révolution, et fait preuve de zèle, de bravoure et de dévouement partout où il se trouve. Chef de bataillon en vertu de la loi du 22 octobre 1793, il est suspendu par le Conseil exécutif, à l’armée de la Moselle, et il est réintégré le 30 octobre suivant, à l’armée des Pyrénées-Orientales, par les représentants en mission Gaston et Fabre. Il reçoit son brevet de chef de brigade le 21 novembre 1793, et le 19 juillet 1794, il est investi des fonctions d’adjudant-général par le représentant en mission Milhaud.
Le 4 janvier 1795, il prend le commandement de la 8e demi-brigade d’infanterie légère, devenue 4e demi-brigade d’infanterie légère le 10 avril 1796, et il est mis en disponibilité l’année suivante. Commandant d’armes à Vérone en septembre 1796, il est envoyé en la même qualité à Peschiera, après l’insurrection de ses habitants.
Affecté en 1797, à l’armée d’Angleterre sous le général Kilmaine, il passe à l’armée d’Italie pendant le siège de Gênes en avril 1800. L’année suivante il est affecté à l’armée du Rhin sous Moreau, et à la fin de la campagne, il prend le commandement de Verceil le 9 août 1801. Il est fait chevalier de la Légion d’honneur le 25 mars 1804, et il est admis à la retraite le 16 mars 1811.
Nommé par l’Empereur entreposeur principal des tabacs à Tarbes, il reprend les armes en 1815, lors de la deuxième invasion des coalisés, et quoique âgé alors de soixante-six ans, il accepte le commandement d’un corps de fédérés-tirailleurs de Paris, et l’exerce avec un zèle et une énergie dignes des plus grands éloges. Après le désastre de cette malheureuse époque, il retourne dans sa position de retraite.
Il meurt le 14 février 1829 à Paris.

## Sources
- A. Lievyns, Jean Maurice Verdot, Pierre Bégat, Fastes de la Légion-d'honneur, biographie de tous les décorés accompagnée de l'histoire législative et réglementaire de l'ordre, Tome 4, Bureau de l’administration, 1844, 640 p. (lire en ligne), p. 287.
- « Cote LH/157/11 », base Léonore, ministère français de la Culture
- Danielle Quintin et Bernard Quintin, Dictionnaires des colonels de Napoléon, S.P.M., 2013, 978 p. (ISBN 978-2-296-53887-0, lire en ligne), p. 83-84
- Léon Hennet, Etat militaire de France pour l’année 1793, Siège de la société, Paris, 1903, p. 204.
- Jean-Baptiste-Pierre-Jullien de Courcelles, Histoire généalogique et héraldique des pairs de France, des grands dignitaires de la couronne ..., Volume 2, chez l’auteur, Paris, 1822, p. 28.